# Maylandia livingstonii
Maylandia livingstonii és una espècie de peix de la família dels cíclids i de l'ordre dels perciformes.

## Descripció
Fa 15 cm de llargària màxima.

## Reproducció
Les femelles són incubadores bucals, la fecundació té lloc a llur boca i custodien els ous a la cavitat bucal durant, si fa no fa, 19 dies.

## Alimentació
Es nodreix d'invertebrats i diatomees que troba a la sorra. El seu nivell tròfic és de 3,13.

## Hàbitat i distribució geogràfica
És un peix d'aigua dolça (pH entre 8 i 9), demersal (entre 2 i 50 m de fondària) i de clima tropical (22 °C-26 °C; 13°S-15°S), el qual viu a l'Àfrica oriental: és un endemisme de les àrees sorrenques del llac Malombe i del sud del llac Malawi (Malawi).

## Costums
És un peix territorial, el qual troba refugi a les closques buides del gastròpode Lanistes nyassanus. Quan abandona el seu refugi, esdevé solitari o forma petits grups de menys de 5 individus.

## Observacions
És inofensiu per als humans i forma part del comerç internacional de peixos ornamentals.